# 9. rozdanie nagród Złotych Malin
Złote Maliny przyznane za rok 1988
| Kategoria                      | Dla                                           | Za                                                         |
| ------------------------------ | --------------------------------------------- | ---------------------------------------------------------- |
| Najgorszy film                 | Ted Field, Robert W. Cort                     | Koktajl                                                    |
| Najgorszy film                 | Neil Canton, Jon Peters, Peter Guber          | Golfiarze II                                               |
| Najgorszy film                 | Steve Tisch                                   | Koń mądrzejszy od jeźdźca                                  |
| Najgorszy film                 | R.J. Louis                                    | Mac i ja                                                   |
| Najgorszy film                 | Buzz Feitshans                                | Rambo III                                                  |
| Najgorszy aktor                | Sylvester Stallone                            | Rambo III                                                  |
| Najgorszy aktor                | Jackie Mason                                  | Golfiarze II                                               |
| Najgorszy aktor                | Tom Cruise                                    | Koktajl                                                    |
| Najgorszy aktor                | Bob Goldthwait                                | Koń mądrzejszy od jeźdźca                                  |
| Najgorszy aktor                | Burt Reynolds                                 | Gliniarz do wynajęcia Za kamerą                            |
| Najgorsza aktorka              | Liza Minnelli                                 | Artur 2 Gliniarz do wynajęcia                              |
| Najgorsza aktorka              | Vanity                                        | Szalony Jackson                                            |
| Najgorsza aktorka              | Rebecca De Mornay                             | I Bóg stworzył kobietę                                     |
| Najgorsza aktorka              | Cassandra Peterson                            | Elvira, władczyni ciemności                                |
| Najgorsza aktorka              | Whoopi Goldberg                               | Telefon                                                    |
| Najgorszy aktor drugoplanowy   | Dan Aykroyd                                   | Golfiarze II                                               |
| Najgorszy aktor drugoplanowy   | Harvey Keitel                                 | Ostatnie kuszenie Chrystusa                                |
| Najgorszy aktor drugoplanowy   | Richard Crenna                                | Rambo III                                                  |
| Najgorszy aktor drugoplanowy   | Christopher Reeve                             | Za kamerą                                                  |
| Najgorszy aktor drugoplanowy   | Billy Barty                                   | Willow                                                     |
| Najgorsza aktorka drugoplanowa | Kristy McNichol                               | Spotkanie dwóch księżyców                                  |
| Najgorsza aktorka drugoplanowa | Daryl Hannah                                  | Zjawy                                                      |
| Najgorsza aktorka drugoplanowa | Eileen Brennan                                | Nowe przygody Pippi Langstrumpf                            |
| Najgorsza aktorka drugoplanowa | Zelda Rubinstein                              | Duch III                                                   |
| Najgorsza aktorka drugoplanowa | Mariel Hemingway                              | Zachód słońca                                              |
| Najgorsza reżyseria            | Stewart Raffill                               | Mac i ja                                                   |
| Najgorsza reżyseria            | Blake Edwards                                 | Zachód słońca                                              |
| Najgorsza reżyseria            | Roger Donaldson                               | Koktajl                                                    |
| Najgorsza reżyseria            | Michael Dinner                                | Koń mądrzejszy od jeźdźca                                  |
| Najgorsza reżyseria            | Peter MacDonald                               | Rambo III                                                  |
| Najgorszy scenariusz           | Heywood Gould                                 | Koktajl                                                    |
| Najgorszy scenariusz           | Stephen Neigher, Hugo Gilbert, Charlie Peters | Koń mądrzejszy od jeźdźca                                  |
| Najgorszy scenariusz           | Stewart Raffill, Steve Feke                   | Mac i ja                                                   |
| Najgorszy scenariusz           | Sylvester Stallone, Sheldon Lettich           | Rambo III                                                  |
| Najgorszy scenariusz           | Bob Dolman, George Lucas                      | Willow                                                     |
| Najgorszy debiut aktorski      | Ronald MacDonald                              | Mac i ja                                                   |
| Najgorszy debiut aktorski      | Jean-Claude Van Damme                         | Krwawy sport                                               |
| Najgorszy debiut aktorski      | Don (gadający koń)                            | Koń mądrzejszy od jeźdźca                                  |
| Najgorszy debiut aktorski      | Tami Erin                                     | Nowe przygody Pippi Langstrumpf                            |
| Najgorszy debiut aktorski      | Robby Rosa                                    | Salsa                                                      |
| Najgorsza piosenka             | Full Force                                    | „Jack Fresh” z filmu Golfiarze II                          |
| Najgorsza piosenka             | Ted Nugent                                    | „Skintight” z filmu Bądź dobry Johnny                      |
| Najgorsza piosenka             | Vigil                                         | „Therapist” z filmu Koszmar z ulicy Wiązów IV: Władca snów |